# Cyperus platyphyllus
Cyperus platyphyllus là loài thực vật có hoa trong họ Cói. Loài này được Roem. & Schult. mô tả khoa học đầu tiên năm 1817.